# 座間味港

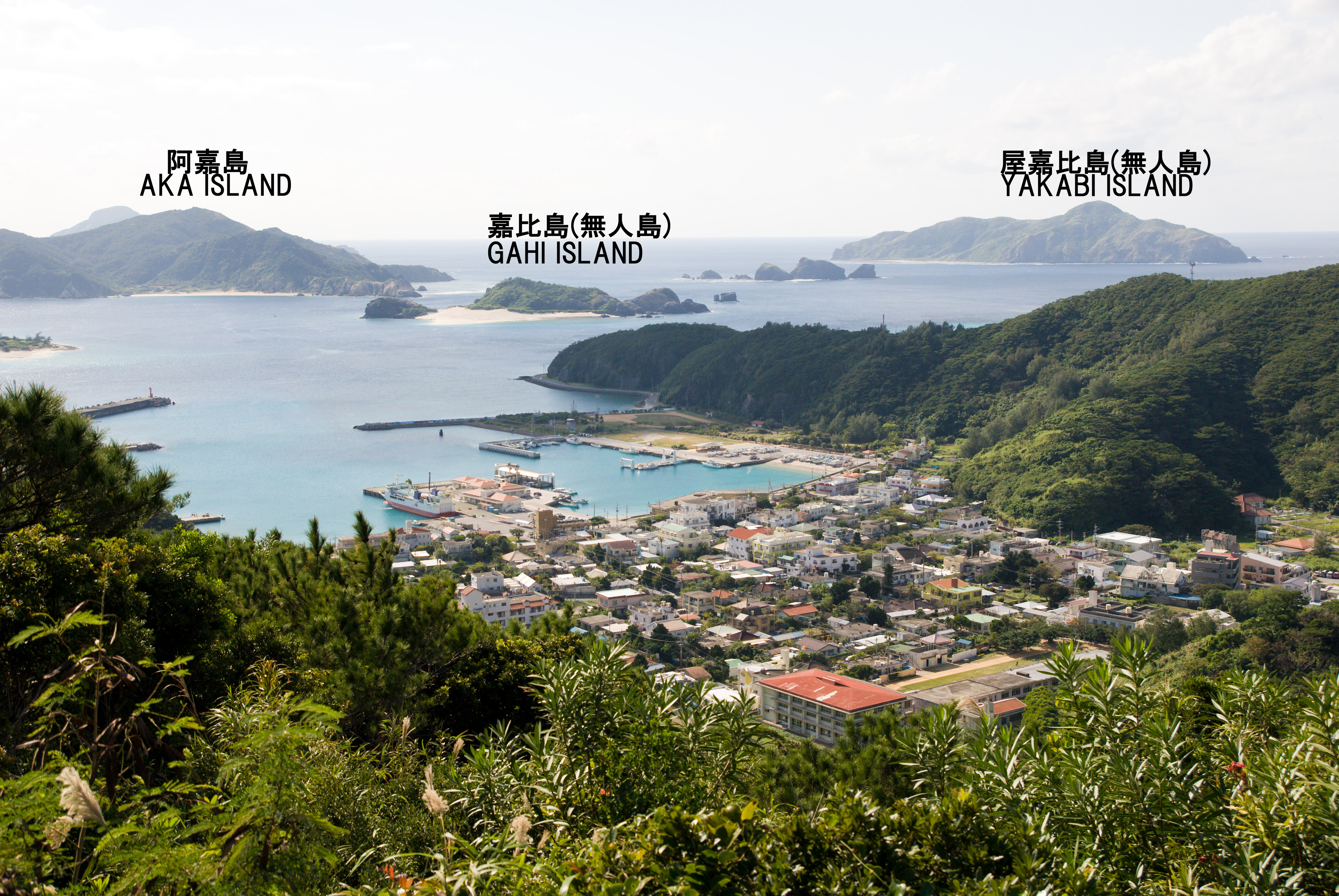
高月山展望台から見た座間味港

座間味港（ざまみこう）は、沖縄県島尻郡座間味村にある地方港湾。港湾管理者は沖縄県。統計法に基づく港湾調査規則では乙種港湾に分類されている。

## 概要
沖縄本島の西方約40kmに位置する座間味島の拠点港で、島の南岸に位置している。
村営航路のフェリー・高速船が発着するほか、主に島の漁船や遊覧船など小型船が利用する。座間味島には空港がないため、村営航路が沖縄本島との唯一の公共交通手段となっている。また、阿嘉港（阿嘉島）、阿波連港（渡嘉敷島）を結ぶ村営連絡船が発着する。
2015年度の発着数は991隻（256,360総トン）、利用客数は226,842人（乗込人員113,488人、上陸人員113,354人）である。

## 航路
いずれの航路も座間味村が運営している。
高速船
- 那覇港（泊埠頭北岸） - 阿嘉港 - 座間味港 - 阿嘉港 - 那覇港

季節により1日2-3往復が運航されている。座間味村側の2港は便によって寄港順序が前後する三角航路である。「クイーンざまみ３」が就航する。
フェリー
- 那覇港（泊埠頭） - 阿嘉港 - 座間味港

通常運航時は1日1往復が運航されている。「フェリーざまみ３」が就航する。
連絡船
- 座間味港 - 阿嘉港 - 阿波連港（渡嘉敷島）

座間味港と阿嘉港を結ぶ村内便が1日4往復、阿嘉港から渡嘉敷島の阿波連港まで延航する「ケラマ航路便」が1日2往復運航される。「みつしま」が就航する。
「ケラマ航路便」はデマンド運航のため、阿嘉 - 阿波連間の予約がある場合のみ就航する。

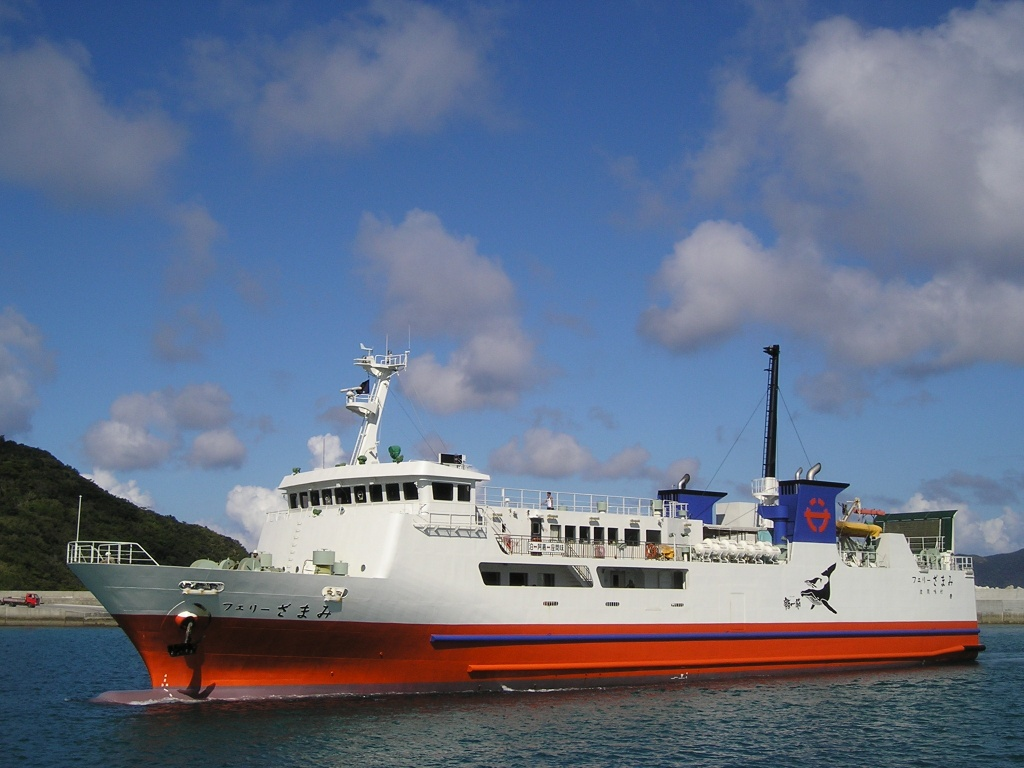
フェリーざまみ (初代) ※退役済。
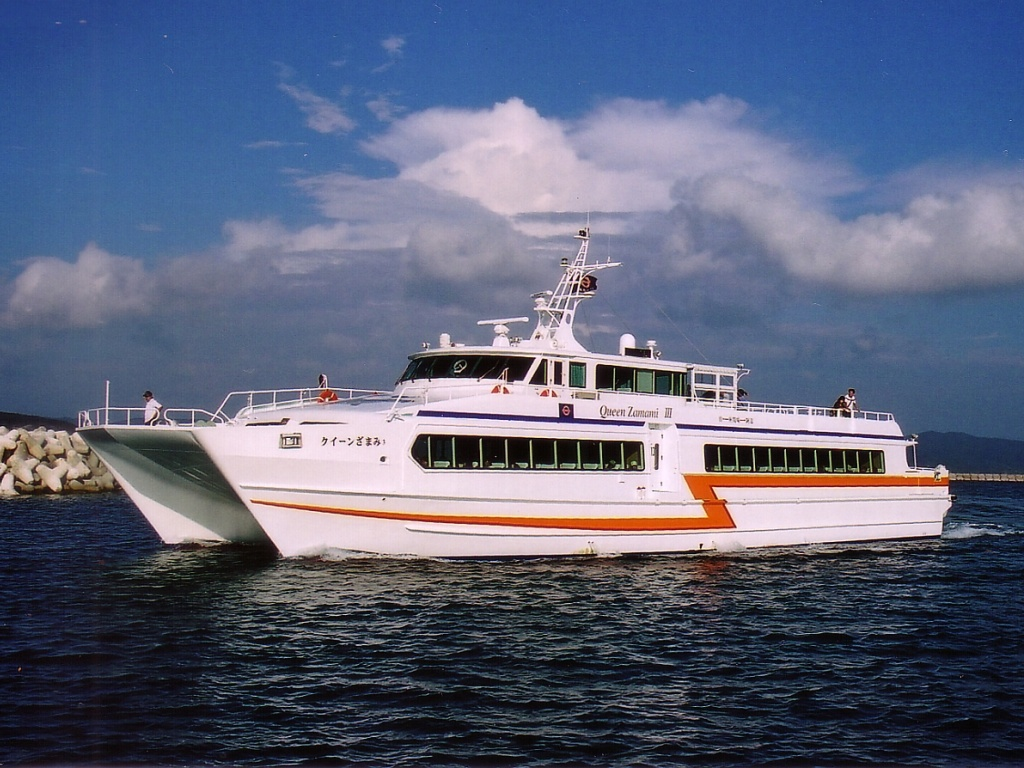
クイーンざまみ３

## 港湾施設

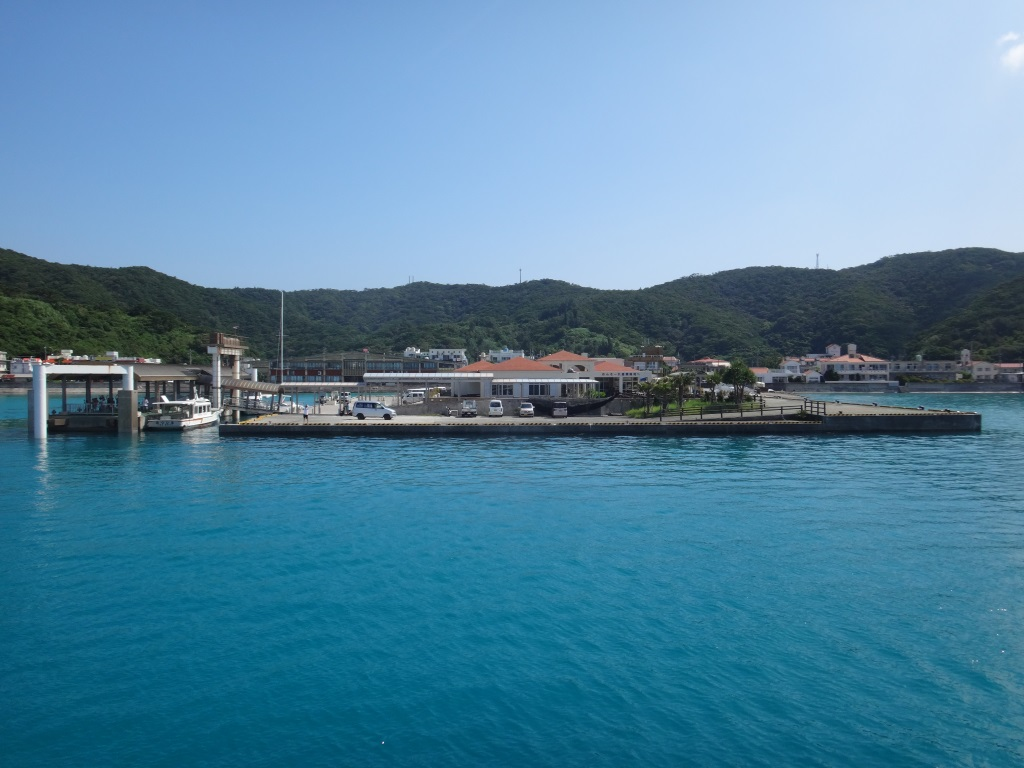
浮桟橋と船客待合所

- 旅客待合所
- フェリー岸壁
- 高速船浮桟橋
- 物揚場
- 小型船船溜まり